# ویکی وت
ویکی وت (انگلیسی: Vicky Vette؛ زاده ۱۲ ژوئن ۱۹۶۵) بازیگر پورنوگرافی وب‌مستر و مدل چت اهل نروژ است.

## زندگی‌نامه
ویکی وت در استاوانگر به دنیا آمد، او رادر ۵ سالگی به کانادا بردند. پس از آن به آمریکا رفت و در آنجا بالغ شد. او بیشتر نروژی و از پدری کمی آلمانی است. اولین شغل‌های او نظافتچی در کلیسا و کمک‌پرستاری در خانه سالمندان بود.

## زندگی حرفه ای
در اکتبر 2002، وت عکسی از خود را برای مسابقه Hustler Beaver Hunt ارسال کرد و برنده شد.  اولین صحنه او در 31 مه 2003 فیلمبرداری شد، کمتر از دو هفته قبل از 38 سالگی اش.
وت یک خط از اسباب بازی های بزرگسال به نام 'ویکی کوکی' دارد که توسط شرکت Doc Johnson در سراسر جهان توزیع شده است. او یک شبکه از وب سایت های بزرگسال به نام VNA Network را با ستارگان مشهوری چون نیکی بنز، پوما سوئد و جولیا آن اداره می کند.

## زندگی شخصی
در ۲۹ ژانویه ۲۰۰۶، وت اعلام کرد که از شوهرش، فرانک، جدا شده است و ۱۸ سال آزار و اذیت جسمی و روحی را به عنوان دلیل جدایی خود ذکر کرد.
روز بعد، گزارش شد که فرانک در خانه یکی از دوستانش که در آنجا اقامت داشت، مرده پیدا شده است و پلیس مرگ او را خودکشی اعلام کرده است. این زوج در طول بیش از ۱۵ سال در روابط جنسی آزاد (سوئیچر) بوده اند و به همراه یکدیگر در ویدیوها و نمایش های وب کم برای وب سایت وت ظاهر شده اند. آنها همچنین در یک جامعه طبیعت گرایانه در خارج از آتلانتا، جورجیا زندگی می کردند.